# Мактаарал
ФК „Мактаарал“ (на казахски: Мақтаарал футбол клубы) е футболен клуб от село Атакент, Туркестанска област, Казахстан. Играе във Висшата лига на Казахстан.

## История
Основан през 2011 година и още същата година е допуснат да се съревновава във Втора лига. През 2022 заема второто място в Първа лига и това му дава право да дебютира във Висшата лига за сезон 2023.
Домакинските си мачове играе на стадион „Алпамъс Батър“ в село Атакент с капацитет 4229 зрители.

## Успехи
- Висша лига на Казахстан
  - 9-о място (1): 2023
- Купа на Казахстан:
  - 1/4 финал (2): 2018, 2022
- Първа лига
  - 2-ро място (1): 2021 (промоция)
- Втора лига
  -  Поледител (1): 2012